# Sadki (Kossów)
Sadki – przysiółek wsi Kossów w Polsce, położony w województwie świętokrzyskim, w powiecie włoszczowskim, w gminie Radków.
Przysiółek należy do sołectwa Kossów.
W latach 1975–1998 przysiółek administracyjnie należał do województwa częstochowskiego.